# Schizolecis guntheri
Schizolecis guntheri är en fiskart som först beskrevs av Miranda Ribeiro, 1918.  Schizolecis guntheri ingår i släktet Schizolecis och familjen Loricariidae. Inga underarter finns listade i Catalogue of Life.